# Emil Svoboda
Emil Svoboda (16. srpna 1928 Písek – 11. srpna 2019 Mirotice) byl český fotbalový útočník, reprezentant Československa a trenér.
Vystudoval strojní inženýrství na ČVUT.

## Fotbalová kariéra
Začínal v SK Písek. V československé lize hrál za Škodu/ZVIL Plzeň (1949–1952), po sestupu Plzně z ligy hrál za vysokoškolský tým Slávia Bratislava VŠ (1953). V roce 1954 přestoupil do Sparty Praha (1954–1961), s níž získal jeden titul mistra republiky (1954). V I. lize odehrál 225 utkání a dal 92 gólů. Za československou reprezentaci odehrál v letech 1955–1957 pět zápasů a dvakrát startoval v reprezentačním B-mužstvu.
V sedmdesátých letech vedl na Kypru jako trenér Apoel Nicosia a Olympiakos Nicosia.

## Ligová bilance
| Ročník                                     | Zápasy | Góly | Minuty | Klub                   |
| ------------------------------------------ | ------ | ---- | ------ | ---------------------- |
| Celostátní československé mistrovství 1949 | –      | 20   | –      | Sokol Škoda Plzeň      |
| Celostátní československé mistrovství 1950 | –      | 11   | –      | Sokol Škoda Plzeň      |
| Mistrovství československé republiky 1951  | –      | 6    | –      | Sokol Škoda Plzeň      |
| Mistrovství československé republiky 1952  | –      | 10   | –      | Sokol ZVIL Plzeň       |
| Přebor československé republiky 1953       | 6      | 1    | –      | Slávia Bratislava VŠ   |
| Přebor československé republiky 1954       | –      | 2    | –      | Spartak Praha Sokolovo |
| Přebor československé republiky 1955       | –      | –    | –      | Spartak Praha Sokolovo |
| 1. československá fotbalová liga 1956      | 18     | 8    | 1 620  | Spartak Praha Sokolovo |
| 1. československá fotbalová liga 1957/58   | 31     | 12   | 2 790  | Spartak Praha Sokolovo |
| 1. československá fotbalová liga 1958/59   | 21     | 6    | 1 719  | Spartak Praha Sokolovo |
| 1. československá fotbalová liga 1959/60   | 13     | 3    | 1 170  | Spartak Praha Sokolovo |
| 1. československá fotbalová liga 1960/61   | 9      | 4    | 680    | Spartak Praha Sokolovo |
| 1. československá fotbalová liga 1961/62   | 1      | 0    | 61     | Sparta Praha Sokolovo  |
| CELKEM I. ČS. LIGA                         | 225    | 92   | –      |                        |